# Église universaliste
L'Église universaliste d'Amérique (en anglais: Universalist Church of America) était la dénomination d'une Église protestante américaine et de quelques Églises affiliées dans le monde (en Grande-Bretagne, au Canada, aux Philippines, en Corée et au Japon) qui professait le salut universel. 

## Histoire
Elle se développa tout au long du XIXe siècle. Connue sous le nom d´Universalist General Convention depuis 1866, son nom changea en 1942, pour devenir l´Universalist Church of America. Elle a souffert de l'exode rural, de la Grande Dépression, de la déchristianisation et de l’essor de la théologie universaliste dans les autres églises protestantes. Elle a perdu des adhérents (elle avait 60 000 adhérents en 1926, 50 000 en 1935, 48 000 en 1945 et 42 000 en 1957) et fermé des paroisses à partir des années 1920 (elle avait 489 paroisses en 1926, 456 en 1935, 380 en 1945 et 270 en 1957). Elle a fusionné en 1961 avec l´American Unitarian Association pour former l'Unitarian Universalist Association. Aujourd'hui 19 % des adhérents de l'Unitarian Universalist Association se considèrent comme issus de l'Église universaliste d'Amérique. La Dojin Christian Church (Universalist) - Église chrétienne Dojin (universaliste) - dans le quartier Mejirodai de l'arrondissement spécial tokyoïte de Bunkyō est une des dernières paroisses universalistes du monde toujours actives et issues de l'Universalist Church of America qui professent le salut universel (comme l'Universalist National Memorial Church de Washington, la All Souls Bethlehem Church de Brooklyn ou la First Universalist Church of Providence).

## Croyances
Les universalistes de l'UCA croyaient que le Dieu d'amour ne créerait pas une personne sachant qu'il serait destiné à la damnation éternelle. Ils en conclurent que tous étaient prédestinés au salut. Certains des premiers universalistes, ou restaurationnistes menés par Paul Dean, croyaient qu'il y a, après la mort, une période de pénitence en Enfer et avant le salut. D'autres universalistes, ou ultra universalistes, notamment Hosea Ballou, niaient complètement l'existence de l'Enfer. Des années 1930 à la fusion de 1961, un courant prônant l'universalité des religions s'est développé, l'UCA demeurant majoritairement chrétienne et attaché à la théologie du salut universel.

## Déclarations de foi
Les universalistes ont d'abord adopté une déclaration de foi à Philadelphie en 1790. Ce document a été suivi en 1803 par la Profession de foi de Winchester. Les dernières professions de foi universalistes (1899 et 1935) insistaient sur la liberté de conscience en affirmant qu'aucune doctrine particulière n'était exigée dans l’Église www.universalisminpa.org/avowals.html.

### Articles de foi de Philadelphie en 1790
- Section 1. Les Saintes Écritures Nous croyons que les Écritures de l'Ancien et du Nouveau Testament contiennent une révélation de la  perfection et de la volonté de Dieu, et des règles de la foi et de la pratique.
- Section 2. De l'Être suprême Nous croyons en un Dieu unique, infini dans toutes ses perfections, et que ces perfections sont toutes les expressions de Son amour infini, adorable, incompréhensible et immuable.
- Section 3. Du Médiateur Nous croyons qu'il y a un seul médiateur entre Dieu et l'homme, l'homme Jésus Christ, en qui habite toute la plénitude de la divinité, qui, en se donnant lui-même en rançon pour tous, les a rachetés à Dieu par son sang; et qui, par le mérite de sa mort, et l'efficacité de son Esprit, va enfin rétablir le genre humain tout entier au bonheur.
- Section 4. Du Saint-Esprit Nous croyons en l'Esprit-Saint, dont la fonction est de faire connaître aux pécheurs la vérité de leur salut, par l'intermédiaire de l’Écriture Sainte, et de réconcilier les cœurs des enfants des hommes à Dieu, et ainsi les emmener à la sainteté véritable.
- Section 5. Des Bonnes Œuvres Nous croyons en l'obligation de la loi morale et à la règle de vie, et nous estimons que l'amour de Dieu manifesté à l'homme dans un Rédempteur, est le meilleur moyen de produire l'obéissance à cette loi et de promouvoir d'une vie sainte, active et utile.

### Profession de Winchester en 1803
- Nous croyons que les Saintes Écritures des Ancien et Nouveau Testaments contiennent une révélation du caractère de Dieu et du devoir, de l'intérêt et de la destination finale de l'Humanité.
- Nous croyons qu'il y a un Dieu, dont la nature est l'amour, révélé dans Un Seigneur, Jésus Christ, par l'Esprit Saint de Grâce, qui reconstituera finalement la famille humaine tout entière en la sainteté et le bonheur.
- Nous croyons que la sainteté et le vrai bonheur sont inséparablement connectés, les croyants doivent maintenir l'ordre et la pratique des bonnes œuvres; car ces choses sont bonnes et profitables aux hommes.

### Cinq principes en 1899
- ... les principes essentiels de la foi universaliste sont :
- la paternité universelle de Dieu ;
- l'autorité spirituelle et pratique de Son Fils Jésus-Christ ;
- la fiabilité de la Bible comme contenant une révélation de Dieu ;
- la certitude d'une juste rétribution du péché ;
- l'harmonie finale de toutes les âmes avec Dieu.

### Déclaration de Washington en 1935
- Nous confessons notre croyance en Dieu en tant qu’amour éternel et qui triomphe de tout ;
- à la prépondérance spirituelle de Jésus ;
- à la valeur suprême de toute personnalité humaine ;
- au pouvoir de la vérité connue ou à connaître ;
- et à la capacité des personnes de bonne volonté, ayant le sens du sacrifice, à triompher totalement du mal et à instaurer graduellement le Royaume de Dieu ;
- Ni la présente déclaration, ni aucune autre ne doit être imposée en tant que contrôle de croyance.

## Credo et catéchisme
L'Église universaliste d'Amérique disposait d'un credo adopté en 1903 et d'un catéchisme, le catéchisme de Rhode Island, adopté en 1865
- Credo : Je crois en Dieu, le Père tout-puissant et universel, et en Jésus-Christ son Fils, le vrai maître, par son exemple, et le Sauveur du monde. Je crois en l'Esprit Saint, le guérisseur et consolateur des hommes. Je crois qu'il y a dans les Saintes Écritures de l'Ancien et du Nouveau Testament comme une révélation de la justice, de la vérité et de l'amour. Je crois à la sainte Église universelle, dans la communion des saints, dans la certitude de la sanction de la transgression, dans le pardon des péchés; dans la vie immortelle; dans le triomphe final de la bonté et la miséricorde, et dans l'union et l'harmonie, à Enfin, de toutes les âmes avec Dieu.

- Catéchisme de Rhode Island : Nous croyons en un seul Dieu, le Créateur de toutes choses, et le Père de l'humanité, en Jésus Christ, son Fils, qui est le vrai Maître, l'exemple, et le Sauveur des hommes, dans le Saint-Esprit, le Consolateur, dans la certitude du châtiment, le pardon des péchés, la résurrection de tous les hommes d'entre les morts, et leur sainteté final et le bonheur dans la vie immortelle.

## Prises de position

### Abolitionnisme
Benjamin Rush a été un militant abolitionniste de la jeune Amérique. La question a refait surface dans les années 1850 avec le Fugitive Slave Act et d'autres compromis, les universalistes, ainsi que divers autres confessions, étaient vigoureusement opposés à l'esclavage. Ils ont également favorisé la législation d'après la guerre de sécession comme le Quinzième Amendement et la Loi sur les affranchis.

### Séparation de l'Église et l'État
Comme beaucoup de dénominations américaines, l'universalisme était favorable à la séparation de l'Église et de l'État. En Nouvelle-Angleterre, les baptistes, les universalistes et les quakers ont appelé à la liquidation des Églises financées par les États. Dans les années 1770, une loi de l'État du Massachusetts imposait aux citoyens de financer l’Église congrégationaliste de la communauté où ils vivaient. Soixante et une personnes à Gloucester ont quitté l'Église congrégationaliste pour former l’Église indépendante du Christ (universaliste). Ils ont ensuite refusé de payer leurs impôts. L'église a été construite, puis saisie et vendue pour payer, mais l'Église indépendante du Christ a poursuivi l'État du Massachusetts, et en 1786, elle a gagné son procès.

### Spiritualisme
Bien que l'Église universaliste en tant que dénomination n'ait jamais pleinement embrassé le spiritualisme, des universalistes étaient favorables à ce mouvement au XIXe siècle. Le spiritualisme a été prêché avec une certaine régularité depuis des chaires universalistes au milieu du XIXe siècle et certains pasteurs ont quitté la dénomination lorsque leur penchant spiritualiste est devenu trop prononcé pour leurs pairs et les congrégations.

### Ordination des femmes
Le 25 juin 1863, Olympia Brown est devenue la première femme aux États-Unis à recevoir l'ordination dans une dénomination protestante nationale. En 1920, il y avait 88 femmes pasteurs universalistes, le plus grand groupe aux États-Unis.

## Organisations liées
- Le mouvement de jeunesse de l'Église universaliste d'Amérique, la Young People's Christian Union (YPCU) a été fondé en 1898. Devenu Universalist Youth Fellowship (UYF) en 1941, il a fusionné en 1953 avec l'American Unitarian Youth (AUY) anciennement Young People's Religious Union (YPRU), le mouvement de jeunesse de l'American Unitarian Association, pour former la Liberal Religious Youth.
- L'Universalist Service Committee a été fondé en 1945. Il est venu en aide aux populations des Pays-Bas et des Philippines et a envoyé des bénévoles dans les hôpitaux américains. Il a fusionné avec l'Unitarian Service Committee en 1963 pour former l'Unitarian Universalist Service Committee.
- L'Association of Universalist Women, fondée en 1869, a été le premier mouvement féminin confessionnel. Elle a fusionné avec l'Alliance of Unitarian Women en 1963 pour former la Unitarian Universalist Women's Federation.
- La General Sunday School Association fondée en 1913 regroupait les écoles du dimanches des paroisses universalistes. L'association a été absorbé par l’Église universaliste d'Amérique en 1948.
- La National Association of Universalist Men regroupait les hommes universalistes a été fondé en 1949. Elle a atteint 1 000 adhérents et encourageait la création de cercles masculins au sein des paroisses universalistes et la promotion masculine de la dénomination.
- La Universalist Ministers Association regroupait les pasteurs universalistes.
- L'Église universaliste d'Amérique possédait trois instituts de théologie pour former ses pasteurs : la Theological School de l'université de St. Lawrence (1856–1965), la Ryder Divinity School (1885–1913) au Lombard College, et la Crane Theological School de l'université Tufts (1869–1968).

## Périodique
- L'Universalist Magazine, premier journal d'une dénomination religieuse aux USA, a été fondé en 1819. Il est devenu le Christian Leader puis le Universalist Leader en 1897, redevenu le Christian Leader en 1926, redevenu le Universalist Leader en 1953. Il a fusionné avec l'Unitarian Register en 1961 pour former The Unitarian Register and The Universalist Leader (devenu Unitarian Universalist World en 1970, World en 1987 puis UU World).